# Nebraska (The Walking Dead)
«Nebraska» — es el octavo episodio de la segunda temporada de la serie de televisión The Walking Dead. Fue estrenado el 12 de febrero de 2012. Fue dirigido por Clark Johnson y el guion estuvo a cargo de Evan Reilly. Se estrenó el 13 de febrero de 2012 por la cadena Fox en España e Hispanoamérica. 
En el episodio, los sobrevivientes hacen frente al tiroteo en el granero, lo que causa que Hershel Greene (Scott Wilson) comience a beber y desparece del grupo, llevando a Rick Grimes (Andrew Lincoln) y Glenn (Steven Yeun) a intentar encontrarlo. Mientras tanto, Dale Horvath (Jeffrey DeMunn) cada vez sospecha más de las acciones de Shane Walsh (Jon Bernthal).
"Nebraska" fue escrito por Evan Reilly y dirigido por Clark Johnnson. Se lanzaron dos tráileres para promocionar el episodio; el anteriormente transmitido después de la emisión de "Pretty Much Dead Already", mientras que el último se estrenó un mes tras la emisión de "Nebraska". Seguido a la emisión del episodio, The Walking Dead se tomó un hiato de tres meses de la televisión. Michael Raymond-James y Aaron Munez aparecen como invitados, como también apariciones recurrentes de Lauren Cohan, Melissa McBride, Emily Kinney, Scott Wilson, e IronE Singleton. 
El episodio recibió la aclamación general de los críticos de la televisión, quiénes elogiaron la escena final del episodio junto al desarrollo de los personajes y las tramas. Tras emitirse, alcanzó 8.10 millones y un índice de audiencia de 4.2. "Nebraska" logró los ratings demográficos más fuertes de cualquier trasmisión por televisión de cable básico en la historia. El episodio se convirtió en el programa de televisión por cable más alto del día, como también el más visto de la semana. 
Este episodio marca la última aparición de Madison Lintz como Sophia Peletier.

## Trama
Con todos los caminantes del granero eliminados que los tenía escondidos Hershel Greene (Scott Wilson), Hershel exige que Rick (Andrew Lincoln) y su grupo abandonen la granja. Rick se enfrenta a Shane (Jon Bernthal) con respecto a sus acciones que conducen a esto, pero Shane considera que Rick es tan delirante como Hershel. El grupo decide enterrar los cuerpos del caminante de la esposa y el hijastro de Hershel, así como a la hija de Carol (Melissa McBride) Sophia (Madison Lintz), mientras queman el resto de los caminantes. Tienen un servicio conmemorativo improvisado para Sophia, pero Carol se niega a asistir. Cae en una profunda depresión, yendo al bosque a arrancar flores, incluida una Rosa Cherokee que ha sido un signo de esperanza para ella. Shane la encuentra y la ayuda a regresar al campamento, disculpándose con ella porque no tenía idea de que Sophia estaba en el establo.
Hershel arroja las pertenencias de su esposa y luego desaparece. Su ausencia no se nota hasta que su hija menor Beth (Emily Kinney) se derrumba emocionalmente y entra en un estado catatónico. La familia de Hershel cree que puede haber comenzado a beber nuevamente. Cuando los demás atienden a Beth, Rick y Glenn (Steven Yeun) viajan a un pueblo cercano para buscar a Hershel, Dale (Jeffrey DeMunn) habla con los demás para tratar de hacerse una idea de las acciones de Shane. Luego habla con Lori (Sarah Wayne Callies) sobre el comportamiento errático de Shane, su sospecha de que Shane mató a Otis para escapar de una horda de caminantes, y su miedo de que Shane mate a alguien más pronto, a medida que empeora la condición de Beth, Lori le pide a Daryl (Norman Reedus) que vaya a la ciudad para ver cómo está Rick, pero Daryl se niega, diciendo que ya se terminaron sus días de buscar a alguien. Lori opta por ir sola, pero en el camino, su auto choca con un caminante y es volcado quedando totalmente inconsciente.
En la ciudad, Rick y Glenn encuentran a un devastado Hershel solo en una taberna, bebiendo y lamentando la pérdida de los miembros de su familia. Rick eventualmente convence y anima a Hershel para que regrese, pero cuando están a punto de irse, dos sospechosos hombres de Filadelfia entran al bar: Dave (Michael Raymond-James) y Tony (Aaron Muñoz). Revelan que el objetivo de Rick de Fort Benning puede no es recomendable y tratan de aguijonear donde está la granja del grupo, en busca de un refugio seguro. Rick se niega a revelar la ubicación de la granja, ambos hombres tratan de atentar con la vida del alguacil, pero este dispara a los dos antes de disparar contra él, siendo la primera vez que Rick asesina a una persona desde que despertó de su coma. El episodio termina con el grupo restante quemando el resto de los caminantes.

## Producción

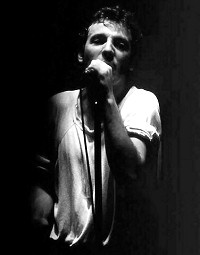
El título del episodio es una referencia al álbum del mismo nombre por Bruce Springsteen.

"Nebraska" fue escrito por Evan Reilly y dirigido por Clark Johnson. El título del episodio alude al álbum de Bruce Springsteen del mismo nombre, como también la canción. Nate Rawlings de Time escribió, "En el título, el Jefe le dice a una narración de primera persona de Charles Starkweather, quién hizo un alboroto, al asesinar a 11 personas en 1958. El narrador de la canción ve humanidad plagada por destino existencial, que puede alcanzar a Rick y la banda." Tras la transmisión de la entrega anterior, "Pretty Much Dead Already", The Walking Dead tuvo un hiato de tres meses de la televisión. Se lanzaron dos tráileres como parte de una campaña para el episodio, el primero fue emitido después de transmitir "Pretty Much Dead Already", mientras que el segundo se estrenó en enero de 2012. Una imagen promocional fue lanzada poco después, que muestra a Rick Grimes sosteniendo un arma hacia Sophia. Los primeros tres minutos de "Nebraska" fueron filtrados al Internet.
El episodio presenta dos personajes nuevos a la serie, quiénes son representados por Aaron Munoz y Michael Raymond-James. Aunque fueron asesinados en el episodio, el escritor Robert Kirkman quería evocar una reacción que los personajes repetirán en la serie. "Con la elección de esos dos hombres y todo involucrado a esa escena, queríamos intentar convencer a la audiencia que serían nuevos regulares, así el final sería mucho más sorprendente." Kirkman sintió que Tony y Dave representan nuevas amenazas y ansiedades al grupo. "Creo que este fue un buen episodio para regresar porque los dos hombres en el bar representan nuevas amenazas y son sólo la punta del iceberg," dijo. "Es realmente bueno regresar y estar fuera de la granja y ver que hay cosas más peligrosas que sólo los zombies. Las cosas siguen empeorando desde aquí."
Tony y Dave fueron asesinados por Rick dentro de un bar. La escena fue ideada por Johnson, y fue presentada a Reilly. Johnson trató de autorizar a las cualidades bestiales durante un estado de desastre. Reilly contactó a Glen Mazzara por celular, y quería agregar la escena al guion del episodio. "Esa fue una increíble escena", reflejó Lincoln. "Tuvimos mucha suerte de tener estos actores. Y no hicimos el problema, sólo hicimos el hecho que esta es una reunión de seres humanos. La tensión es inherente al hecho que se encuentran con este otro grupo."
"Nebraska" contiene una secuencia de acción, en que Lori Grimes se estrella contra un caminante, inevitablemente causando que se estrelle por el lado de la carretera y tenga un accidente. La acrobacia le rindió homenaje a una secuencia similar que se observa en la comedia Smokey and the Bandit (1977). Kirkman comentó sobre la escena: "Yo no tenía nada que ver con ella. Pero salió bastante bien. Me encantan los tráiles para esta temporada donde es, "Esto está sucedienco: ¡Las personas disparan armas de fuego! ¡Los autos se voltean."

## Recepción

### Ratings
"Nebraska" fue emitido el 12 de febrero de 2012 en los Estados Unidos por AMC. Tras emitirse, el episodio alcanzó 8.10 millones de espectadores y un rating 52.HH, haciéndolo el episodio más visto de la serie hasta el momento. Tras dos retransmisiones, la audiencia total acumulada fue de 10.1 millones. El episodio alcanzó 5.4 millones de espectadores en la demográfica de 18-49, que posteriormente tuvo 4.4 millones de espectadores en la demográfica 25-54; esto hace "Nebraska" la transmisión de cable más alta en la historia demográfica. El galardón se celebró en el estreno de la segunda temporada, "What Lies Ahead", que recibió 4.8 millones de espectadores entre adultos de la demográfica 18-49 y 4.2 millones de espectadores en la demográfica de 25-54. "Nebraska" se convirtió en el programa de cable más alto del día, como también el más visto de la semana.

### Respuesta crítica

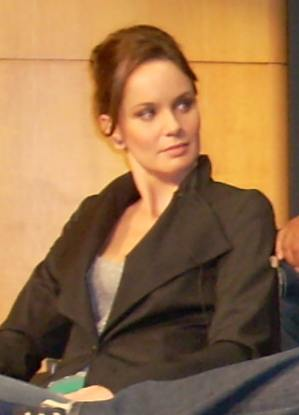
El desarrollo del personaje de Lori Grimes (Callies, en la fotografía) fue criticada por los comentaristas.

"Nebraska" fue elogiado ampliamente por los comentaristas de la televisión. Alex Strachan de Ottawa Citizen sintió que el episodio fue muy conmovedor, agregando que varias escenas fueron "muy bien actuadas." En su comentario de A-, Verne Gay de Newsday opinó que "Nebraska" estableció la progresión de una atmósfera oscura por la segunda mitad de la temporada. Rawlings afirmó que el episodio le da a la audiencia "mucho que masticar," y que establece muy bien una base para futuras historias. Zack Halden de The A.V. Club evocó sentimientos similares; "'Nebraska"' no rectifica completamente esta preocupación, pero es una hora completa de televisión, y un indicio prometedor de donde la serie va." Escribiendo para IGN, Eric Goldman elogió el sentido de la entrega y su dirección; "Me gustó como el episodio nos empujó de nuevo hacia la serie, y la miseria comprensible que todos están pasando. [...] Fue una mezcla de caos, tristeza, y asesinato de zombis - una mezcla que este programa puede hacer muy bien." 
Al concluir su crítica, Goldman le dio a "Nebraska" un ocho de diez, lo que significa un "gran" índice de audiencia. Scott Meslow de The Atlantic dijo: "El episodio pasa en gran medida sus dos primeros actos reiterando cosas que ocurrieron anteriormente en la temporada, que en este caso, puede ser algo perdonado [...]. Pero justo cuando uno mira que la serie dedicará otro episodio loco, "Nebraska" sorprende con un acto final que sirve como un recordatorio de el por qué es tan pronto rendirse a The Walking Dead." Morgan Jeffrey de Digital Spy notó que llevó con éxito las preocupaciones de los fanes sobre el ritmo episódico, al mismo tiempo aumentó las expectativas de futuros episodios. No todos los críticos estaban entusiasmados con el episodio. Mark Perigard de Boston Herald afirmó que "Nebraska" fue inferior a su predecesor, en última instancia, le dio una C+. Starlee Kine de New York escribió que fue "sólo un enorme torbellino de drama sin sentido, tirando todo a su paso bajo con él," mientras que Darren Franich de Entertainment Weekly pensó que era un retroceso del episodio anterior.
Los comentaristas criticaron el desarrollo del personaje de Lori Grimes. Goldman estaba muy enojado al ver la secuencia del accidente. Dijo, "The Walking Dead realmente neceista trabajar en el fortalecimiento de sus personajes femeninos, y no ayuda cuando Lori tiene un accidente por una razón estúpida, distrayéndose mientras miraba un mapa mientras conducía. Sí, sí, había un zombie en el camino, pero podría haber sido un animal [...] así de fácil, y realmente pretende socavar el drama de su situación cuando parece tan estúpido que sucedió." Aaron Rutkoff de The Wall Street Journal dijo que la premisa del dilema no tenía sentido. Jeffery fue mucho más optimismo sobre la escena, evaluándolo como un "momento asombroso." 
Los críticos adularon el desarrollo del personaje de Rick Grimes, como también la escena final de "Nebraska". Kine apreció el intento de incorporar una sensación de suspenso en la serie; "Mazzara quiere infundir un poco de terror de nuevo a la serie y sus intenciones son evidentes en esta escena. A pesar que personalmente no la encontré tan tensa, aprecié el esfuerzo. Significa que el programa está intentando expandir y ser más grande." Gina McIntyre de Los Angeles Times sintió que Rick emuló al personaje de Justified, Raylan Givens, y Halden comentó que Rick se estaba convirtiendo en "como un chico malo". Halden elogió la conclusión del episodio, diciendo que fue una de las mejores escenas de la serie. "Esta fue una de las mejores escenas que he visto en el programa hasta ahora," opinó. "La tensión crece naturalmente [...], el diálogo tiene un trasfondo real, y hay un claro sentido de riesgo que nunca se pausa para telegrafiarse." Meslow afirmó que la escena fue un logro para los escritores. "Hay personajes con nueva información [...]," Meslow comentó. "Hay un diálogo con subtexto [...]. Hay una trama paralelo intrigante [...]. Y está lo violento, cuando Rick asesina a Dave y Tony antes que le puedan hacer lo mismo a él. Es una acción necesaria, dada las circunstancias, pero también trata un cambio de un personaje honesto-a-Dios, quién al haber asesinado a Sophia, parece haber desarrollado un nuevo reconocimiento de la crueldad y el egocentrismo que tome para sobrevivir en este nuevo mundo." Alan Sepinwall de HitFix apreció la actuación de James, y opinó que la escena fue de "suspenso como ningún programa ha hecho alguna vez con monstruos reales."
Jeffrey felicitó el desempeño de Bernthal, mientras que Josh Wigler de MTV celebró su escena con DeMunn. Wigler dijo: "Jon Bernthal y Jeffrey DeMunn son probablemente los mejores actores de The Walking Dead, y sus interacciones cada vez más intensas han sido lo más destacado en los recientes episodios. 'Nebrasla' no fue la excepción, con Shane dándole a Dale un oído lleno de 'Barnageddon' y el por qué él hizo lo que hizo."